# IC 334
IC 334 ist eine verschmelzende Spiralgalaxie vom Hubble-Typ Sa pec im Sternbild Giraffe am Nordsternhimmel, die schätzungsweise 120 Millionen Lichtjahre von der Milchstraße entfernt ist.
Das Objekt wurde am 30. September 1891 vom britischen Astronomen William Frederick Denning entdeckt.